# Triaenodes tardus
Triaenodes tardus är en nattsländeart som beskrevs av Milne 1934. Triaenodes tardus ingår i släktet Triaenodes och familjen långhornssländor. Inga underarter finns listade i Catalogue of Life.